# Kashag
Le Kashag ou Kashak (tibétain : བཀའ་ཤག, Wylie : bkaʼ shag, pinyin tibétain : Gaxag, dialecte de Lhassa API : [káɕaʔ] ; translittération en chinois : 噶廈 ; pinyin : gáxià, conseil des ministres), est le cabinet ministérielle du gouvernement du Tibet fondé en 1721 ou 1751 par la dynastie Qing ou le 7e dalaï-lama Kelzang Gyatso qui a perduré au Tibet jusqu'en 1959 et s'est continué en exil en Inde au sein de l'Administration centrale tibétaine.

## Histoire
(août 2023).
Le Kashag est créé en 1721 par le pouvoir central de la dynastie Qing (sous le règne de Kangxi, 1661 – 1722) ou en 1751 par le 7e dalaï-lama Kelzang Gyatso,, pour remplacer le gouvernement civil qui existait depuis le 5e dalaï-lama, Lobsang Gyatso, et mis en place par les Mongols qoshots. C'est le conseil gouvernemental tibétain en exil. Une garnison chinoise était stationnée à Lhassa, qui interférait souvent avec les décisions du Kashag, en particulier lorsque les intérêts chinois étaient en jeu.
Il est réorganisé, après les émeutes de Lhassa de 1750 (en), en 1751, par une ordonnance de l'empereur Qianlong pour le gouvernement du Ganden Phodrang, appelée « Ordonnance en 13 articles pour une gouvernance plus effective du Tibet (en) » (chinois : 《酌定西藏善后章程十三条》). Le gouvernement civil est alors représenté par le Kashag après que le poste de Desi (ou régent, voir Système de double gouvernance) est aboli par la cour impériale des Qing. La cour désire que Kelsang Gyatso, le 7e dalaï-lama, porte la double responsabilité du gouvernement religieux et civil, tout en renforçant la position des hauts commissaires,,,.
Le kashag est le plus important bureau du gouvernement sous le régent et le lönchen.

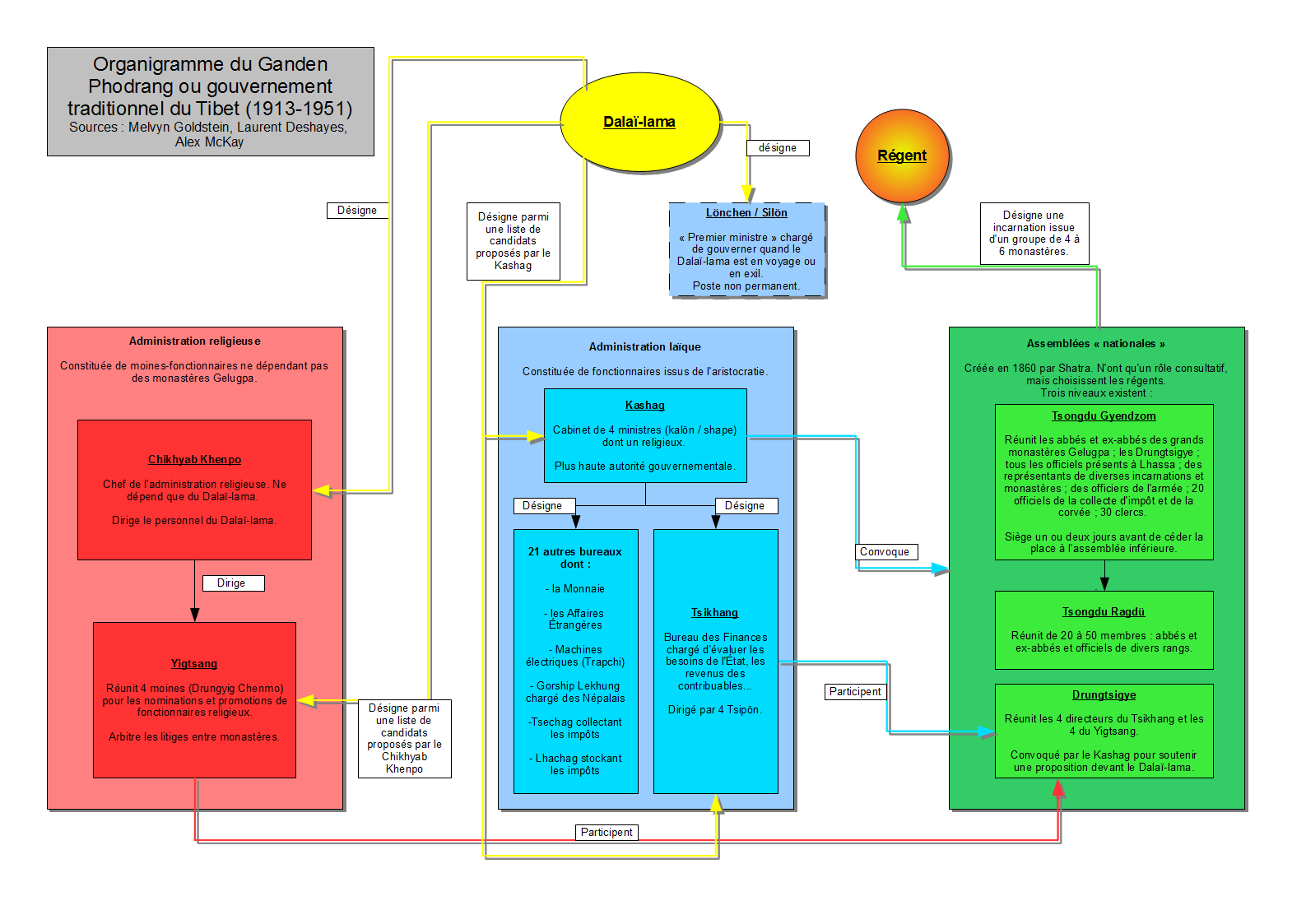
Organigramme du Ganden Phodrang, ou gouvernement du Tibet, entre 1913 et 1951.

## Administration centrale tibétaine
Le Kashag a été conservé jusqu'à présent par l'Administration centrale tibétaine (ACT), le gouvernement tibétain en exil situé à Dharamsala, en Inde. Le chef du Kashag était connu sous le nom de kalön tripa jusqu'en septembre 2012, lorsque le titre a été changé en sikyong. Ce poste, parfois appelé le premier ministre du gouvernement tibétain en exil, est devenu une fonction d'élu en 2001. En 2011, peu de temps après l'élection de Lobsang Sangay et après la démission du dalaï-lama en tant que chef de l'ACT, le chef du Kashag est devenu le plus haut responsable politique de la communauté tibétaine en exil.

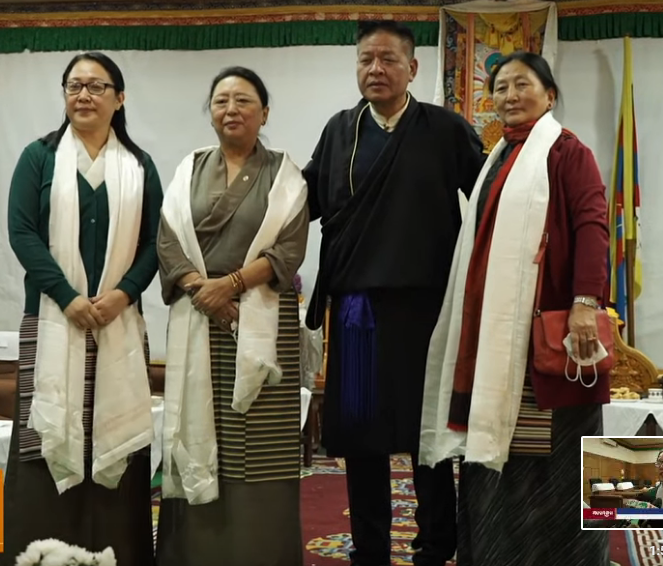
Norzin Dolma, Dolma Gyari, Penpa Tsering et Tharlam Dolma en 2021.

En 2021, trois femmes, Dolma Gyari, Tharlam Dolma et Norzin Dolma, ont été nommées ministres du 16e kashag, le cabinet de Penpa Tsering. Elles ont officiellement pris leurs fonctions après avoir prêté serment le 10 novembre 2021.